# Феліпе Аспегрен
Феліпе Аспегрен (фін. Felipe Aspegren, нар. 12 лютого 1994, Калі) — фінський футболіст колумбійського походження, захисник клубу «Ільвес» та національної збірної Фінляндії.

## Клубна кар'єра
Народився 12 лютого 1994 року в місті Калі, Колумбія і у віці шести років Феліпе та його молодший брат Браян були усиновлені родиною з Гельсінкі, Фінляндія. Саме там Феліпе і почав займатись футболом у місцевій команді ГІК. У дорослому футболі дебютував 2011 року виступами за резервну команду ГІКа, «Клубі 04», в якій провів два сезони, взявши участь у 56 матчах третього дивізіону. За першу команду дебютував 20 січня 2012 року в матчі Кубка фінської ліги і загалом у цьому турнірі провів три гри, але у чемпіонаті так і не дебютував.
З квітні 2013 року і до кінця сезону виступав за «Інтер» (Турку), а а початку наступного року перейшов у СІК. Втім, у новій команді зіграв лише кілька матчів і влітку був відданий в оренду до клубу ТПС до кінця року.

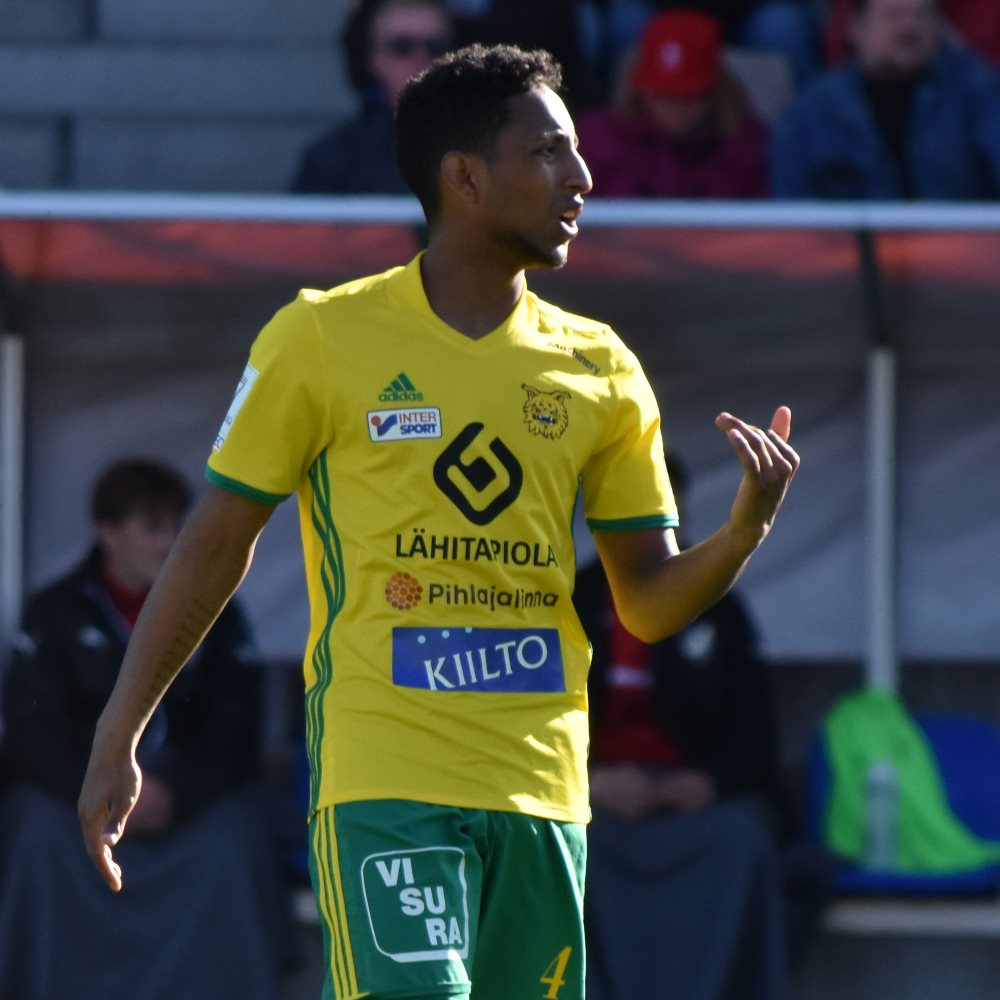
Феліпе Аспегрен під час виступів за «Ільвес». 2017 рік.

У березні 2015 року підписав річний контракт з клубом КТП, а по його завершені, у грудні 2015 року перейшов у «Ільвес». Відіграв за команду з Тампере наступні п'ять з половиною сезонів своєї ігрової кар'єри. Більшість часу, проведеного у складі «Ільвеса», був основним гравцем захисту команди і 2019 року став з командою володарем Кубка Фінляндії.
Протягом 2021—2022 років захищав кольори клубу КуПС, а влітку 2022 року повернувся у СІК, де виступав до кінця року.
На початку 2023 року Асперген повернувся до клубу «Ільвес», уклавши дворічний контракт. Того ж року він виграв з командою ще один Кубок Фінляндії. 3 квітня 2024 року він продовжив свій контракт з «Ільвесом» до кінця 2025 року з можливістю продовження ще на один рік. Станом на 20 січня 2025 року відіграв за команду з Тампере 33 матчі в національному чемпіонаті.

## Виступи за збірні
Аспегрен виступав у складі юнацьких збірних Фінляндії від 16 до 19 років, загалом на юнацькому рівні взяв участь у 35 іграх.
Протягом 2013—2015 років залучався до складу молодіжної збірної Фінляндії. На молодіжному рівні зіграв у 8 офіційних матчах.
9 січня 2023 року провів свій єдиний матч у складі національної збірної Фінляндії, зігравши в товариській грі проти Швеції (0:2).

## Титули і досягнення
- Володар Кубка Фінляндії (2):

«Ільвес»: 2019, 2023